# Sturry
Sturry is een civil parish in het bestuurlijke gebied City of Canterbury, in het Engelse graafschap Kent. De plaats telt 6820 inwoners.